# Golema dvoprstenka
Golema dvoprstenka (lat. Catathelasma imperiale) je jestiva gljiva iz porodice Tricholomataceae. Može se naći u Sjevernoj Americi i Europi. Također se nalazi i jede u Butanu. Golema dvoprstenka prema Crvenoj knjizi gljiva Hrvatske pripada skupini rijetkih ili vrlo rijetkih vrsta u Europi, a prema IUCN kategorijama ugroženih vrsta – osjetljivim vrstama (VU), koje su suočene s velikim rizikom od nestajanja u prirodnim staništima zbog vrlo male ili ograničene populacije. U Crvenoj knjizi Hrvatske zabilježena su dosad za Hrvatsku samo dva položaja i to u Gorskom kotaru jer, kao mikorizna vrsta gljive, vezana uglavnom uz smreku i jelu, golema dvoprstenka daje prednost crnogoričnim šumama borealnog tipa.

## Opis
- Klobuk goleme dvoprstenke je širok od 15 do 20 centimetara, u mladosti zatvoren s jako podvinutim rubom, s vremenom konveksan pa raširen, mesnat, tvrd; rub je ponekad zrakasto rascijepan, kožica je suha, u početku prekrivena ostacima ovoja (lat. vellum universale), u sredini često pločasto raspucan.
- Listići su prilično gusti, bjelkasti, zatim boje vrhnja ili boje bijele kave s crnkastom oštricom; spuštaju se po stručku.
- Stručak je visok od 6 do 12 centimetara, čvrst, pun, bjelkast, kasnije žućkast, u mladosti trbušast; pri dnu se naglo sužava i završava kratkim korijenastim dnom; nosi dvostruki vjenčić, gornji potječe od ostataka zastorka  (lat. vellum partiale), a donji potječe od ostataka ovoja (lat. vellum universale) koji u mladosti obavija čitavo plodno tijelo.
- Meso je bijelo, tvrdo, ukusno, kasnije trpko, miris podsjeća na krastavce, brašno ili stjenice.
- Spore su eliptično duguljaste, glatke, 11 – 13 x 5 –6 μm, amiloidne, otrusina je bjelkasta.

## Stanište
Golema dvoprstenka raste ljeti i u jesen u crnogoričnim šumama; mlađi primjerci su jako ukopani u tlo. 

## Upotrebljivost
Golema dvoprstenka je jestiva, najbolja je ukiseljena.

## Sličnosti
Nevješti skupljači je mogu zamijeniti također jestivom golemom vitezovkom (lat. Tricholoma colossum (Fr.) Quel.). Međutim, ona je izrazito velika, debela i mesnata, klobuk je crvenkastosmeđe boje, listići joj se ne spuštaju po stručku, meso se na zraku oboji crvenkasto, a stručak nema dvostruki vjenčić. Jedino se u mladih primjeraka na sredini stručka zapaža kožasti prstenak koji ubrzo nestane. 

## Slike
|  |  |  |
|  |  |  |